# Cressonsacq
Cressonsacq ist eine französische Gemeinde mit 437 Einwohnern (Stand: 1. Januar 2022) im Département Oise in der Region Hauts-de-France (vor 2016 Picardie). Sie gehört zum Arrondissement Clermont, zur Communauté de communes du Plateau Picard und zum Kanton Estrées-Saint-Denis. Die Einwohner werden Cressonsacquois genannt.

## Geographie
Die Gemeinde Cressonsacq liegt in einer auf 100 m über dem Meer gelegenen Ebene (Plateau Picard) ohne oberirdische Fließgewässer, etwa 20 Kilometer westnordwestlich von Compiègne. Umgeben wird Cressonsacq von den Nachbargemeinden Pronleroy im Nordwesten und Norden, La Neuville-Roy im Norden und Nordosten, Grandvillers-aux-Bois im Nordosten und Osten, Rouvillers im Osten und Südosten, Bailleul-le-Soc im Süden sowie Cernoy im Südwesten und Westen.

## Einwohner
| Jahr                       | 1962 | 1968 | 1975 | 1982 | 1990 | 1999 | 2006 | 2012 | 2021 |
| -------------------------- | ---- | ---- | ---- | ---- | ---- | ---- | ---- | ---- | ---- |
| Einwohner                  | 164  | 175  | 187  | 251  | 313  | 385  | 424  | 446  | 440  |
| Quellen: Cassini und INSEE |      |      |      |      |      |      |      |      |      |

## Sehenswürdigkeiten
- Kirche Saint-Martin aus dem 15. Jahrhundert, seit 1949 Monument historique
- Ruine des Donjons bzw. der alten Burganlage aus dem 14. Jahrhundert, seit 1949 Monument historique
- Wasserturm

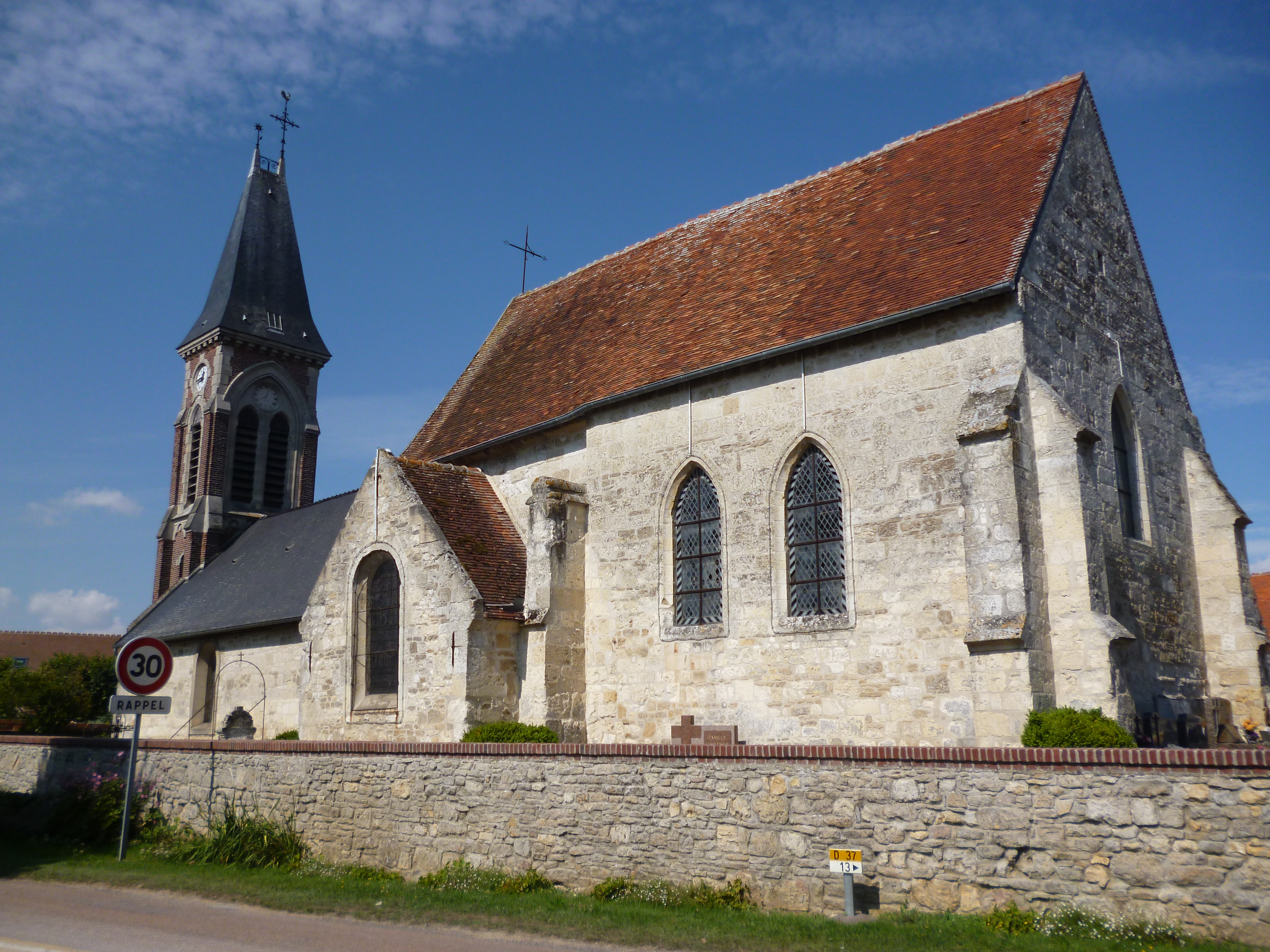
Kirche Saint-Martin
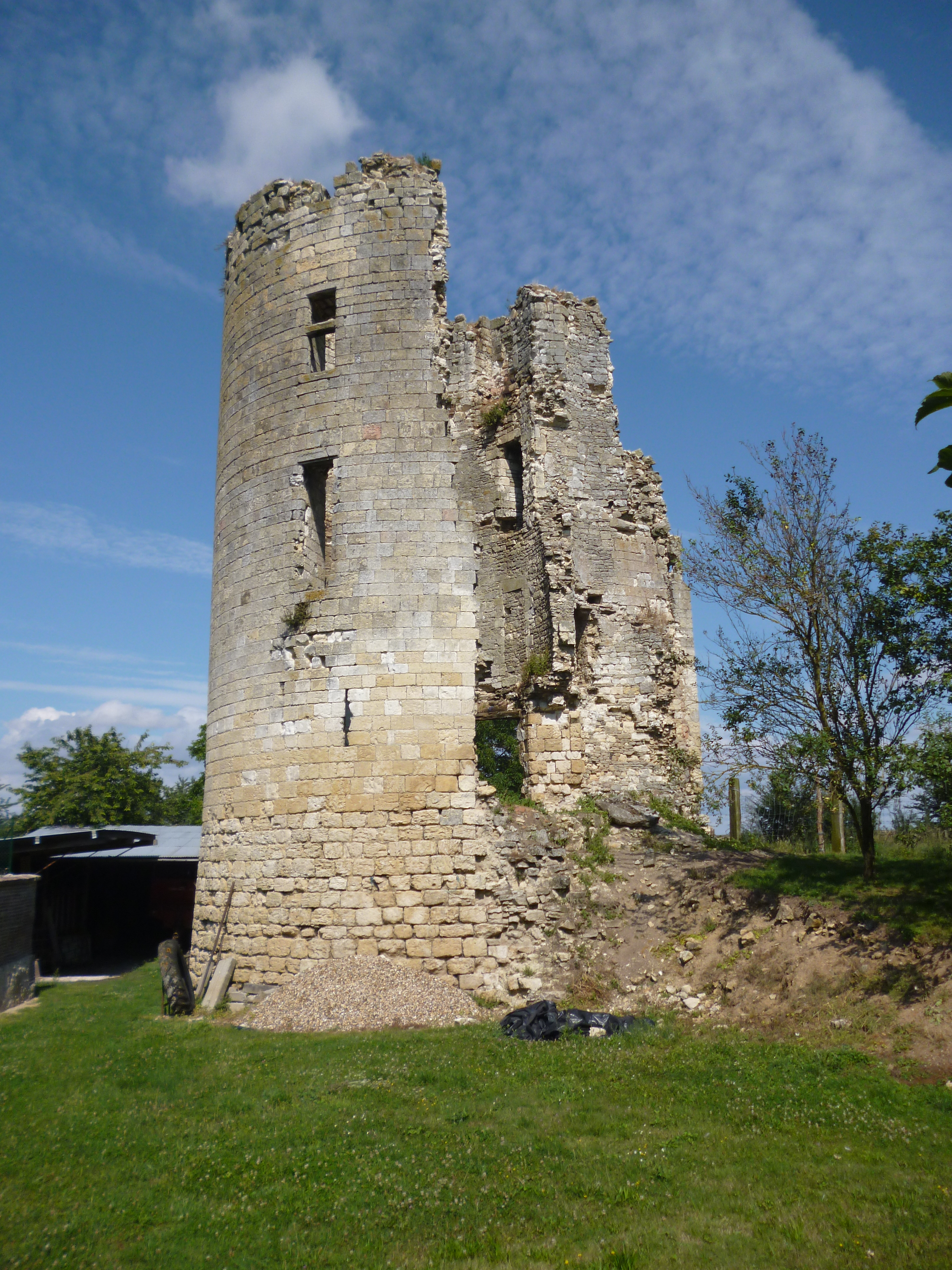
Ruine des Donjons

## Persönlichkeiten
- Robert de Cressonsacq († 1248), Bischof von Beauvais